# 江渡恭助

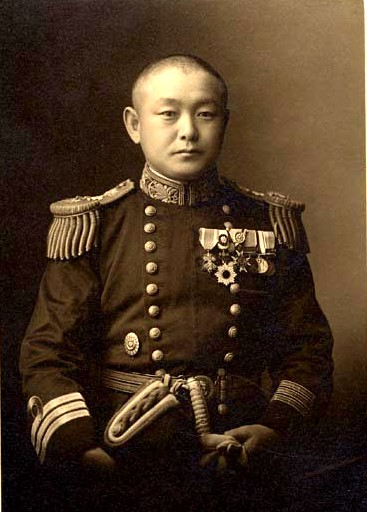
江渡恭助

江渡 恭助（えと きょうすけ、1881年〈明治14年〉 - 1917年〈大正6年〉7月9日）は、日本の海軍軍人。海軍大佐。従六位勲三等功三級。日露戦争及び第一次世界大戦に従軍。イギリス戦艦の爆発事故により戦死した。

## 人物・生涯
江渡は1881年（明治14年）に青森県五戸で生まれた。造り酒屋の長男であり、とうぜん家業を継ぐことを期待されていた。しかし江渡は中学生のときに、東京の中学で学びたいと父に告げた。帝国海軍に生涯を捧げようとしたのだ。3日がかりで頑固な父親を説得したといわれる。海軍予備校として知られた海城中学を経て、1900年（明治33年）に海軍兵学校（28期）を卒業した。
1905年（明治38年）には、17年間におよぶ江渡の軍歴のなかでも重要な功績である日本海海戦に参戦する。このとき江渡はまだ24歳であった。巡洋艦「吾妻」の後部8インチ砲塔を指揮し、金鵄勲章（功四級）を授けられた。戦後、海軍大学校甲種学生（8期）を卒業した。永野修身（のちに元帥海軍大将）は、江渡と海兵・海大ともに同期生である。
第一次世界大戦の初期には軍令部の士官となり、またドイツを相手どった青島の戦いで重砲を預かり功績を挙げた。1916年（大正5年）5月、江渡はイギリス大使館附駐在武官に任じられる。シベリアを横断しヨーロッパへの旅路を経験した。日英同盟のもと、江渡は1916年（大正5年）8月15日からイギリス本国艦隊の戦艦「ヴァンガード」乗組の観戦武官の一員となった。
1917年（大正6年）7月9日は月曜であった。日付のかわる直前に、スコットランド、スカパ・フローに停泊していたヴァンガードは爆発した。これはおそらく、数箇所の弾薬庫の向かいにたくわえられたコルダイトが、そばにある無人のボイラー室で燃え上がったものだといわれる。ヴァンガードはほとんど瞬時に沈没し、江渡を含めたおよそ843名がそのまま溺死した。救命されたのは2人だけだった。現在この地は軍事遺産保護法（1986年制定）が扱う対象となっている。1984年（昭和59年）、江渡の親族がオークニーを訪れ、ヴァンガードの難破物まで案内されている。
江渡は戦死後同日付で大佐に昇進し、功三級金鵄勲章、勲三等旭日中綬章を受章した。さらにイギリス政府によるバス勲章も与えられている。
郷里・五戸町の博物館には、ささやかながら江渡についての展示品があり、また同町には「江渡恭助人材育成基金条例」が設けられている。

## 栄典
位階
- 1902年（明治35年）4月11日 - 正八位[3]
- 1903年（明治36年）12月19日 - 従七位[4]
- 1905年（明治38年）2月14日 - 正七位[5]
- 1910年（明治43年）3月22日 - 従六位[6]

勲章等
- 1906年（明治39年）4月1日 - 功五級金鵄勲章・勲五等双光旭日章・明治三十七八年従軍記章[7]